# Oxytropis polyphylla
Oxytropis polyphylla är en ärtväxtart som beskrevs av Carl Friedrich von Ledebour. Oxytropis polyphylla ingår i släktet klovedlar, och familjen ärtväxter. Inga underarter finns listade i Catalogue of Life.